# Luckau (Wendland)
Pour l’article homonyme, voir Luckau.
Luckau est une commune allemande de Basse-Saxe, dans l'arrondissement de Lüchow-Dannenberg.